# Ore wo Suki Nano wa Omae Dake ka yo
Ore wo Suki Nano wa Omae Dake ka yo (俺を好きなのはお前だけかよ lit. Eres la única a quien le gusto?), también conocida de forma abreviada como Oresuki, es una serie de novelas ligeras japonesas escritas por Rakuda e ilustradas por Buriki. La editorial ASCII Media Works ha publicado quince volúmenes desde el 10 de febrero de 2016 bajo su sello Dengeki Bunko. Una adaptación a manga con ilustraciones de Yū Ijima se serializo vía en línea a través de la app Shōnen Jump+ de Shūeisha desde el 26 de febrero de 2017 hasta el 23 de agosto de 2020, siendo compilada en seis volúmenes tankōbon.
Una adaptación a anime producida por Connect se emitió del 2 de octubre al 25 de diciembre de 2019. Un OVA titulado Ore wo Suki nano wa Omae Dake ka yo ~Ore-tachi no Game Set~ (俺を好きなのはお前だけかよ
〜俺たちのゲームセット〜 Ore wo Suki Nano wa Omae Dake ka yo 〜 Oretachi no Gēmusetto 〜?) anunciado en la cuenta de Twitter de la serie el 25 de diciembre de 2019, se estrenaría en cines de Japón el 23 de mayo de 2020, pero debido a la pandemia de COVID-19, el 9 de abril de 2020 se anunció en esa misma cuenta que el OVA fue pospuesto. Más adelante, el 9 de junio de 2020 se anunció que la nueva fecha del lanzamiento del OVA, la cual fue el 2 de septiembre de 2020, ahora en formato Blu-ray y DVD.

## Sinopsis
Amatsuyu "Joro" Kisaragi es un estudiante de preparatoria ordinario de la escuela Nishikizuta que es citado a solas por dos hermosas chicas: la estudiante de último año y presidenta del consejo estudiantil Sakura "Cosmos" Akino y su amiga de la infancia, Aoi "Himawari" Hinata. Esperando escuchar sus confesiones de amor, Joro triunfalmente va a su encuentro con ambas muchachas. Sin embargo, tanto Cosmos como Himawari le confiesan a Joro que están enamoradas de su mejor amigo, Taiyō "Sun-chan" Ōga, en lugar de él. Joro acepta a regañadientes ayudar a ambas a conquistar a Sun-chan con la esperanza de salir con aquella que sea rechazada por este, cuando repentinamente la bibliotecaria Sumireko "Pansy" Sanshokuin le confiesa su amor. Irónicamente, Pansy es la chica de la que Sun-chan está enamorado, lo cual termina armando un enredo amoroso entre los cuatro.

## Personajes
Amatsuyu Kisaragi / Joro (如月 雨露 Kisaragi Amatsuyu?)
 Seiyū: Daiki Yamashita
Es un estudiante de segundo año que es el mejor amigo de "Sun-chan", el as de su equipo local de béisbol y amigo de la infancia de "Himawari", que lo sigue a todas partes. Un día, "Cosmos", la presidenta del Consejo Estudiantil y Himawari lo invitan a salir por dos fechas consecutivas durante el fin de semana. Al final de estas citas, ambas chicas confiesan que están enamoradas de Sun-chan, momento en el que Joro revela que a propósito cultivó la personalidad del "chico amable y obtuso" para intentar hacer que se enamoren de él y su verdadera personalidad, la cual oculta, es mucho más dura y agresiva. A regañadientes, acepta ayudar a ambas chicas a perseguir a Sun-chan con la esperanza de salir con la perdedora, solo para que la irrelevante (según él) ratona de biblioteca "Pansy" se le confiese, y revela que conoce todos los secretos de Joro, reconociendo que es la chica de la cual él se enamoró el día de la derrota del equipo de Sun-chan (el mismo día en el que todas las relaciones comenzaron) Frecuentemente rompe la cuarta pared asumiendo que es un personaje de una comedia romántica, hablándole a un virtual público. Al final de la historia se convierte en el novio de Sumireko.
Sumireko Sanshokuin / Pansy (三色院 菫子 Sanshokuin Sumireko?)
 Seiyū: Haruka Tomatsu
Pansy es una estudiante de segundo año. Es la asistente bibliotecaria de la escuela. Tiene la habilidad de poder leer el ambiente donde se encuentra además de poder saber los verdaderos sentimientos y propósitos de las personas que la rodean con solo observarlos. Ama a Joro porque sabe que en el fondo él es alguien que pone los intereses de sus amistades antes que los suyos. Ella habiendo aprendido el secreto de Joro mientras lo espiaba, lo chantajea, obligándolo a ir a la biblioteca para conversar con ella. Además no tiene reparo en admitir que lo acosa debido a su fuerte amor hacia él. Además esconde su verdadero físico aparentando ser una chica sin mucha gracia, ya que en realidad es una chica hermosa, con un cuerpo sobresaliente, pero prefiere mantenerse con esa apariencia ya que alguien la esta persiguiendo, pero más adelante esa persona (quien resulta ser Hose) la reconoce aun cuando estaba manteniendo oculto su verdadero físico, por lo que decide no ocultarlo más. En el final del manga ella y Kisaragi comienzan una relación.
Sakura Akino / Cosmos (秋野 桜 Akino Sakura?)
 Seiyū: Sachika Misawa
Cosmos es la presidenta del consejo estudiantil de la preparatoria Nishikizuta, ella es muy calculadora en cómo preparar las cosas, pero cuando llega el momento de la verdad actúa como una niña y olvida que era lo que tenía que hacer. Ella le pide a Joro una cita, por lo que él acepta, ya cuando estaba por terminar la cita le pide a Joro que se siente a su lado, por lo que comienza a hablar de sus sentimientos, todo para decirle que está enamorada de su mejor amigo "Sun-chan". En el proceso de poder acercarse a Sun-chan es ayuda cada vez por Joro, que siempre tiene que improvisar el plan que tenía. Tras revelarse los planes de Sun-chan, comenzó a sentir afecto por Joro. Tiene la característica de hablar un estilo más formal o tradicional de japonés cuando se encuentra nerviosa.
Aoi Hinata / Himawari (日向 葵 Hinata Aoi?)
 Seiyū: Haruka Shiraishi
Himawari es una estudiante de segundo año y la amiga de la infancia de "Joro", ella es está en el club de tenis. Es una chica bastante enérgica y alegre, aunque es algo torpe y le pide ayuda a su amigo Joro cuando ve que lo que planeaba hacer empieza a salir mal. Un día le pide a Joro salir a una cita con él, le dice que ese día no puede, por lo que le pide salir al día siguiente, por lo que Joro acepta. Una vez ya avanzada la cita, Himawari le dice a Joro que siente algo por su amigo "Sun-chan" y que si la puede ayudar a acercarse más a su amigo. En ese proceso de acercamiento a Sun-chan es ayudada por Joro ya que se apresura en cada plan que le dice, por lo que Joro tiene que improvisar cada vez para poder arreglar la situación. Aunque en menor medida que Cosmos, Himawari también comenzó a acercarse a Joro
Taiyo Oga / Sun-chan (大賀 太陽 О̄ga Taiyо̄?)
 Seiyū: Yūma Uchida
Sun es el mejor amigo de Joro, él es el as del equipo de béisbol de su escuela y es muy popular en su clase. En un momento le llega a decir a  Joro que está enamorado de Pansy. A pesar de que tiene una personalidad agradable, él aprovechó la oportunidad para dejar que Joro le acercara a Cosmos y a Himawari para después hacerlo ver como un traidor ante ellas dos. Pero Pansy logró descubrir su verdadera personalidad, la cual está usando para vengarse de Joro, debido a que le robo a una chica a la cual no le hizo caso y Sun amaba demasiado. Tras disculparse con Joro, lo apoya en su conflicto con las chicas. Al final de la novela, Taiyo comienza una relación con su amiga de la infancia Ichika.
Hina Hanetachi / Asunaro (羽立桧菜 Hanetachi Hina?)
 Seiyū: Shiori Mikami
Asunaro es una compañera de clase de Joro y editora del club de periodismo. Ella con el fin de informar sobre los rumores de la relación de las mujeres con Joro, está en contacto cercano con él entrevistándolo, pero llegó a difundir rumores circundantes sobre él por la actitud que había en las entrevistas, lo que nuevamente condujo al aislamiento de Joro. Incluso en el festival cultural donde se anunció el artículo, estaba convencida de que nadie podía ver la verdadera intención de su acción, pero Cosmos reveló que todo era la interpretación de los rumores y que el contenido del artículo era falso. En realidad siempre ha estado enamorada de Joro, y todas sus acciones son el resultado de los celos que le provocaba el acercamiento de las otras chicas a él. Después de que todo estuvo expuesto por Cosmos, ella le dijo la verdad a Joro. Para compensar lo que hizo publicó un artículo de disculpa hacía Joro. Tras esto, lo sigue en un modo menos explícito que Pansy
Chiharu Yо̄gi / Tsubaki (ようき ちはる Yōki Chiharu?)
 Seiyū: Nao Tōyama
Tsubaki es una chica que es transferida a la escuela y clase de Joro, ella está en agradecimiento con él ya que le ayudó dándole ideas de cómo manejar mejor su negocio, y de animarla.  Tras ser transferida al curso de Joro, se postra ante él, besándole la mano y ofreciéndose como su sirvienta personal como forma de agradecimiento, ante las sospechas de las otras chicas y del mismo Joro. Su primer acción fue contratar a Joro como empleado en su negocio para ayudarlo a reunir dinero.
Asaka Mayama / Sasanka (真山 亚茶花 Mayama Asaka?)
 Seiyū: Shuka Saitō
Sazanka, o también llamada la "Gal Carismática A", es la líder del grupo de Gals del curso de Joro. Ella y sus amigas cuestionaron el accionar de Joro cuando ayudó a Cosmos y Himawari con Sun-chan y cuando Asunaro difundió los rumores falsos, pero al aclararse todo, se sintió apenada y avergonzada. Un día en una piscina pública, le preguntó a Joro (sin que este se percatara de que era ella) cómo hacer para disculparse con un chico al que lastimó mucho (refiriéndose al mismo Joro) y como debería verse para agradarle más, ya que se había enamorado de él. Al volver a verse en la escuela, ella se presentó con la apariencia tranquila y natural que a Joro le gustaba, y le pidió disculpas por las agresiones, así revelándose como la chica de la piscina, aunque tomando una actitud tsundere.
Kimie Kamata  / Tanpopo (蒲田 公英 Kamata Kimihide?)
 Seiyū: Iori Saeki
Es una estudiante de primer año en la preparatoria Nishikizuta. Es la mánager del equipo de béisbol. Suele ser altamente coqueta y vanidosa hasta el punto de considerarse así misma como un ángel. Sin embargo, es alguien a quien le gusta mezclarse con sus amigos y trata de ayudarlos. Puede ser fácilmente engañada o burlada, ya que es del tipo torpe. Es bastante predecible y a veces, su torpeza le causa muchos problemas a Joro, ya que le pide que pueda hacer pareja a Sun-chan y a Pansy, pero con la promesa de que le dará fotos sugerentes de ella. También es consciente de las personalidades de Pansy y Hazuki, por lo que le tiene mucho miedo a este último. Ella alberga sentimientos románticos por Hose.  
Yasuo Hazuki / Hose (葉月保雄 Hadzuki Yasuo?)
 Seiyū: Jun Fukuyama
Es el rival de Joro y la persona por la cual Pansy mantiene su aspecto común. Es un estudiante de segundo año en la escuela preparatoria "Toshobu" y le gusta Pansy. Él inspiró a Joro diciéndole que cuando no sepa qué hacer, simplemente intente cualquier cosa. En el exterior, Hose es muy amable y servicial, pero esto es solo un acto. Es astuto y manipulador, no tiene miedo de usar a otros como herramientas para su propio beneficio. A menudo usa la autosatisfacción disfrazada de benevolencia para obtener lo que quiere. Se siente atraído por Pansy e hizo un movimiento hacia ella en algún momento de su primer año de secundaria, lo que provocó que Pansy se fuera. Es un experto en ocultar las expresiones de su rostro, y es muy astuto hasta el punto de atreverse con amenazas intencionales o de expresión, intentando quitar todo lo que se le interpone en su camino mostrando su lado malo sin pensarlo dos veces. Él quiere recuperar lo que considera de su propiedad, o sea Pansy, pero es derrotado cuando ella descubre sus verdaderas intenciones, ayudada por el resto de las chicas.
Momo Sakurabara / Cherry (桜原桃 Sakurabara Momo?)
 Seiyū: Risa Taneda
Es una estudiante de tercer año de la preparatorioa Toshobu, y la presidenta del concejo estudiantil de esa academia. Es amiga de Hose y Tsukimi. Una chica muy animada que en realidad oculta los sentimientos que tiene por Hose ya que estos, no son correspondidos.  
Runa Kusami / Tsukimi (草見月 Kusami Runa?)
 Seiyū: Konomi Kohara
Es una estudiante de segundo año de la preparatoria Toshobu. Es amiga de Cherry y amiga de la infancia de Hose. Es una chica muy callada e inexpresiva. Al igual que Cherry, alberga sentimientos románticos no correspondidos por Hose.
Ichika Botan / Anemone (牡丹 一華 Botan Ichika?)
Ella es una estudiante de secundaria que se convierte en gerente temporal del Club de béisbol en la escuela secundaria Nishikizuta y amiga de la infancia de Taiyo Oga, quien luego se convierte en su novia. Como una linda joven y nata, tiene un carisma de espíritu completo y un entusiasmo abrumador. También se la muestra cariñosa con su amigo de la infancia Oga, pero a veces torpe a los ojos de sus amigos y conocidos. A Ichika no le gusta su nombre real, por lo que prefiere usar su apodo.

## Media

### Novela ligera
Ore wo Suki nano wa Omae dake ka yo está escrito por Rakuda e ilustrado por Buriki. ASCII Media Works publicó el primer volumen el 10 de febrero de 2016 bajo su sello Dengeki Bunko.
| Volúmenes de novelas ligeras publicadas | Volúmenes de novelas ligeras publicadas | Volúmenes de novelas ligeras publicadas |
| Número                                  | Fecha de publicación                    | ISBN                                    |
| --------------------------------------- | --------------------------------------- | --------------------------------------- |
| 1                                       | 10 de febrero de 2016                   | ISBN 978-4-04-865747-1                  |
| 2                                       | 9 de abril de 2016                      | ISBN 978-4-04-865885-0                  |
| 3                                       | 10 de agosto de 2016                    | ISBN 978-4-04-892286-9                  |
| 4                                       | 10 de enero de 2017                     | ISBN 978-4-04-892601-0                  |
| 5                                       | 8 de abril de 2017                      | ISBN 978-4-04-892831-1                  |
| 6                                       | 10 de agosto de 2017                    | ISBN 978-4-04-893282-0                  |
| 7                                       | 10 de noviembre de 2017                 | ISBN 978-4-04-893466-4                  |
| 8                                       | 10 de marzo de 2018                     | ISBN 978-4-04-893684-2                  |
| 9                                       | 10 de septiembre de 2018                | ISBN 978-4-04-893913-3                  |
| 10                                      | 10 de noviembre de 2018                 | ISBN 978-4-04-912099-8                  |
| 11                                      | 10 de mayo de 2019                      | ISBN 978-4-04-912527-6                  |
| 12                                      | 10 de octubre de 2019                   | ISBN 978-4-04-912796-6                  |
| 13                                      | 10 de diciembre de 2019                 | ISBN 978-4-04-912908-3                  |
| 14                                      | 10 de junio de 2020                     | ISBN 978-4-04-913204-5                  |
| 15                                      | 10 de diciembre de 2020                 | ISBN 978-4-04-913576-3                  |
| 16                                      | 9 de julio de 2021                      | ISBN 978-4-04-913834-4                  |
| 17                                      | 8 de enero de 2022                      | ISBN 978-4-04-913904-4                  |

### Manga
Una adaptación a manga ilustrada por Yū Ijima comenzó su serialización en la aplicación de manga en línea Shōnen Jump+ de Shūeisha desde el 26 de febrero de 2017, y finalizó el 23 de agosto de 2020, siendo lanzados seis volúmenes tankōbon.
| Volúmenes de manga publicados | Volúmenes de manga publicados | Volúmenes de manga publicados |
| Número                        | Fecha de publicación          | ISBN                          |
| ----------------------------- | ----------------------------- | ----------------------------- |
| 1                             | 4 de agosto de 2017           | ISBN 978-4-08-881135-2        |
| 2                             | 2 de marzo de 2018            | ISBN 978-4-08-881373-8        |
| 3                             | 4 de enero de 2019            | ISBN 978-4-08-881650-0        |
| 4                             | 4 de octubre de 2019          | ISBN 978-4-08-881650-0        |
| 5                             | 4 de marzo de 2020            | ISBN 978-4-08-882144-3        |
| 6                             | 2 de octubre de 2020          | ISBN 978-4-08-882467-3        |

### Anime
Se anunció una adaptación a serie de televisión de anime en el evento "Dengeki Bunko 25th Anniversary Fall Dengeki Festival" el 7 de octubre de 2018. La serie está animada por Connect y dirigida por Noriaki Akitaya, con Rakuda escribiendo el guion y Yoshiaki Fujisawa componiendo la música. La serie se emitió del 2 de octubre al 25 de diciembre de 2019 en Tokyo MX, GYT, GTV, BS11, TVA y ytv°. Shuka Saitō interpreta el tema de apertura «Papapa» (パパパ?), mientras que Haruka Tomatsu, Haruka Shiraishi y Sachika Misawa interpretan el tema final «Hanakotoba» (ハナコトバ?).
En la cuenta oficial de Twitter de la serie, se anunció que no se emitió la continuación de los episodios el 4 de diciembre de 2019, sino que hubo un episodio de edición especial, el cual es una recopilación de los mejores momentos de la serie en capítulos anteriores, y que este continuó de manera normal con el siguiente capítulo el 11 de diciembre de 2019.

#### Lista de episodios
| Episodios | Episodios | Episodios               |
| Número | Título | Fecha de estreno        |
| --- | --- | ----------------------- |
| 1 | «Soy un estudiante de preparatoria común y corriente» «Ore tte honto, doko ni demo iru heibon'na mobuna nda» (僕ってほんと、どこにでもいる平凡な高校生なんだ) | 2 de octubre de 2019    |
| Amatsuyu "Joro" Kisaragi se define como un estudiante normal de preparatoria, hasta que, tanto la Presidente del Consejo Estudiantil, Sakura "Cosmos" Akino, como su amiga de la infancia Aoi "Himawari" Hinata lo invitan a sendas citas, solo para que ambas le pidan ayuda para conquistar a Taiyо̄ "Sun-chan" Ōga, el capitán del equipo de béisbol. Joro acepta a regañadientes, planeando quedarse con la que resulte rechazada. Sin embargo una tercera chica lo encara, la taciturna Sumireko "Pansy" Sanshokuin, revelando que ella está enamorada de él y que conoce sus verdaderas intenciones. | |                         |
| 2 | «Me asalta una espiral de adversidades» «Ore ni osoi gakaru fu no supairaru» (俺に襲い掛かる負のスパイラル)                                                   | 9 de octubre de 2019    |
| El progreso de Joro de acercar tanto a Cosmos como a Himawari a Sun-chan se estanca, además de lidiar con Pansy, quien le cuenta que Sun-chan esté probablemente enamorado de alguien. Cuando Joro le consulta a su amigo sobre este tema, Sun-chan revela que está enamorado de Pansy, a quien vio el día en que su equipo perdió una final (el mismo día que Cosmos y Himawari se enamoraron de él), pidiéndole también ayuda a Joro para acercarse a ella, y Joro acepta, lo que provoca el enojo de Pansy. Hasta que un día, Sun-chan, Cosmos y Himawari encaran a Joro... | |                         |
| 3 | «Yo estaba contigo» «Ore wa omae to atte ita» (俺はお前と会っていた)                                                                                          | 16 de octubre de 2019   |
| Sun-chan, Cosmos y Himawari descubrieron los planes de Joro, y lo reprenden, con un golpe de Sun-chan incluido. Toda la escuela repudia a Joro por sus acciones, aislándolo. Pero Pansy invita secretamente a Joro a la biblioteca, donde es testigo de como ella revela el verdadero plan de Sun-chan de vengarse de Joro por supuestamente robarle una chica en el pasado, revelando además que el día del partido ella se enamoró de Joro por su amabilidad, rechazando finalmente a Sun-chan (quien quiso atacarla siendo defendida por Joro) y haciendo que Cosmos y Himawari presencien la confesión de éste. Sun-chan se disculpa con Joro y la clase, y este último agradece a duras penas a Pansy, quien revela ser la misteriosa chica de la cual Joro se enamoró el día del partido | |                         |
| 4 | «El resultado de mis esfuerzos» «Ore ga ganbatta kekka» (俺が頑張った結果)                                                                                    | 23 de octubre de 2019   |
| Joro, Sun-chan, Cosmos y Himawari se reconcilian y vuelven a los buenos términos. Llega la época de exámenes y los cuatro asisten a un grupo de estudio junto con Pansy. Tras mucho esfuerzo y buena predisposición, los cinco aprueban. | |                         |
| 5 | «Ya me parecía que iba demasiado bien...» «Ore ni shite wa, umaku iki sugi teru to omotta nda yo…» (俺にしては、うまくいきすぎてると思ったんだよ……)           | 30 de octubre de 2019   |
| Hina "Asunaro" Hanetachi, la presidente del Club de Periodismo, encara a Joro y parecería declararse, pero en realidad lo extorsiona debido a que ella cree que ha formado un harem con Pansy, Cosmos y Himawari, amenazándolo con revelar este hecho en el periódico escolar, ante los intentos de negarlo de parte de él. Joro, desesperado, les pide a las chicas que se alejen de él por un tiempo, negándose ellas. Por otro lado, Joro es elegido como el Príncipe Floral en la Fiesta de las Flores de la escuela, debiendo bailar con tres chicas, postulándose Cosmos y Himawari. Sun-chan toma el puesto de tercera doncella, cuando el artículo de Asunaro se publica accidentalmente, enviando nuevamente a Joro al aislamiento y siendo reprendido especialmente por Asanka "Sasanka" Mayama, la gal de la clase. Pansy, Cosmos y Himawari aceptan distanciarse de Joro, mientras que Asunaro se disculpa y decide practicar con Joro para el festival | |                         |
| 6 | «Si hay que decirlo, lo digo» «Ore wa, iu toki wa iu» (俺は、言う時は言う)                                                                                    | 6 de noviembre de 2019  |
| El día del Festival de las Flores inicia, pero el Consejo Organizador impide que Sun-chan sea la tercera doncella, Joro sin embargo, propone a Asunaro como reemplazo, ya que ella sabía la coreografía. Cosmos sospecha de Asunaro y la encara, revelando que todo fue un plan de Asunaro para acercarse a Joro, ya que se enamoró de él el mismo día del partido y se sentía celosa del acercamiento de las chicas. Él presencia esta declaración y rechaza a Asunaro, quien intenta redimirse escribiendo un artículo de disculpas por la publicación difamatoria. Cosmos y Himawari confiesan que la tercera doncella es Pansy, quien asiste al baile en su verdadera apariencia, de la que Joro se había enamorado, sin que la escuela lo supiera. | |                         |
| 7 | «Descubro una faceta inesperada» «Ore wa igaina ichimen o shiru» (俺は意外な一面を知る)                                                                       | 13 de noviembre de 2019 |
| Joro y su grupo asisten a un parque acuático, en donde las chicas compiten por la atención de él, sin embargo Joro elige a Sun-chan como la persona que más lo alegró ese día. En el lugar, Sasanka se encuentra con él (quien no se da cuenta de quien es, ya que Sasanka estaba en su apariencia casual), Joro cuenta todo lo que pasó en el Festival de las Flores y Sasanka se siente arrepentida de reprenderlo, además, Joro le revela su ideal de chica perfecta. Al día siguiente, Sasanka cambia su apariencia a algo similar a las preferencias de Joro, para luego disculparse con él. | |                         |
| 8 | «La tragedia empezó antes de que me percatara» «Ore no higeki wa kidzuku to hajimatteru» (俺の悲劇は気づくと始まってる)                                       | 20 de noviembre de 2019 |
| Chiharu "Tsubaki" Yougi ingresa al curso de Joro como estudiante transferida, y al verlo, se postra ante él y le besa la mano devotamente, provocando conmoción, y específicamente celos en Himawari, Asunaro y Sasanka. Ante las dudas de Joro, Tsubaki revela que el día del partido (en donde iniciaron todas las historias), Joro compró mucha comida en el puesto que ella manejaba, salvándola de la bancarrota. Más tarde, Pansy le presta un libro a Joro, e insta a que lo lea. Tras encontrarse con Himawari, Joro accidentalmente pierde el libro de Pansy, hasta que dos chicas lo encontraron en mal estado. Joro se disculpa con Pansy y se ofrece a comprar uno nuevo aunque sea caro, y para eso, trabajará en el puesto de Tsubaki | |                         |
| 9 | «Esta es mi conclusión» «Ore nari ni kangaeta kekka» (俺なりに考えた結果)                                                                                     | 27 de noviembre de 2019 |
| Al trabajar en el puesto de Tsubaki, Joro causa un accidente que incluso lo hace recibir un castigo, desquitando su frustración en Pansy, para luego disculparse apenado. Creyendo que ya no tendría de nuevo la confianza de ella, Joro es aconsejado por un muchacho llamado Hose, y al seguir sus indicaciones, logra amigarse nuevamente con Pansy. Ya con el dinero suficiente, Joro intenta comprar el libro de Pansy, sin éxito ya que la última copia había sido vendida. Pero Himawari revela que ella fue quien compró esa copia y se la regala a Joro, revelando que sacrificó sus ahorros para una raqueta de tenis. Joro se lo cuestiona, pero para el cumpleaños de ella, logra regalarle la raqueta con la que Himawari gana un torneo clasificatorio | |                         |
| 9.5 "especial" | «Avanzo con cuidado» «Ore wa teinei ni susumeru» (俺は丁寧に進める)                                                                                           | 4 de diciembre de 2019  |
| Episodio de recuento de los hechos de la serie hasta el momento | |                         |
| 10 | «Yo también puedo lucirme» «Ore datte tamani wa katsuyaku suru» (俺だってたまには活躍する)                                                                    | 11 de diciembre de 2019 |
| Kimie "Tanpopo" Kamata, la mánager del club de béisbol, le pide a Joro que acerque a Sun-chan y a Pansy, para que el primero mejore su rendimiento en los partidos al tener novia. Y para asegurar de que Joro lo haga, lo extorsiona con revelar que Pansy era la tercera doncella del Festival de las Flores. Joro acepta a regañadientes, haciendo que Pansy sospeche. Hasta que ella misma encara a Tanpopo y le revela que solo tiene ojos para Joro, forzando a que Tanpopo desista de su plan. | |                         |
| 11 | «Tal vez no sea necesario» «Ore wa iranai kamo shirenai» (俺はいらないかもしれない)                                                                           | 18 de diciembre de 2019 |
| La biblioteca de la escuela está a punto de cerrar, y Joro quiere ayudar a Pansy a impedirlo. Inesperadamente, Hose se presenta junto con las chicas que encontraron el libro de Pansy y se ofrece a ayudar. Una incómoda Pansy revela de que Hose en realidad es Yasuo Hazuki, un excompañero de secundaria que la acosaba al estar obsesionado, y que las chicas son Momo "Cherry" Sakurabara y Runa "Tsukimi" Kuzami, excompañeras enamoradas de Hose pero que por verlo feliz, lo ayudarian a emparejarlo con ella. Pansy reconoce que su cambio de apariencia y escuela fueron para escapar de Hose. | |                         |
| 12 | «Estoy enamorado de...» «Ore ga sukina no wa......» (俺が好きなのは……)                                                                                        | 25 de diciembre de 2019 |
| Gracias a Hose, Cherry y Tsukimi, la biblioteca se salva y es visitada por más gente, pero Pansy aún sigue incómoda por la presencia de él. Sun-chan y Joro intentan disuadirlo pero es en vano, hasta que este último le propone una competencia a Hose: quien recolecte más broches de cabello ganará el derecho de estar con Pansy, y el perdedor, cortará todo lazo con ella, además la escuela que gane las finales regionales de béisbol (fecha límite para aceptar los broches) aportará un broche más. Tanto las amigas de Joro como las de Hose reciben broches, pero a último momento, y en contra de lo planeado por Joro, Cosmos, Himawari y Asunaro le dan sus broches a Hose, debido a que las tres se declararon a Joro y usaron esta competencia para deshacerse de la competidora más fuerte por su afecto, Pansy... | |                         |

#### OVA
Un OVA anunciado el 25 de diciembre de 2019 se estrenaría en cines de Japón el 23 de mayo de 2020, pero debido a la pandemia de COVID-19, el 9 de abril de 2020 se anunció en la cuenta oficial de Twitter que el OVA fue pospuesto. Pero el 9 de junio de 2020 se anunció que la nueva fecha del lanzamiento del OVA, la cual fue el 2 de septiembre de 2020, ahora en formato Blu-ray y DVD.
| Episodios | Episodios                                                      | Episodios               |
| Número | Título                                                         | Fecha de estreno        |
| --- | -------------------------------------------------------------- | ----------------------- |
| 1 | «Nuestro juego» «Oretachi no Gēmusetto» (俺たちのゲームセット) | 2 de septiembre de 2020 |
| El día de la final regional de béisbol llega y Joro está en desventaja en su duelo con Hose. Por otro lado, Sun-chan recuerda como fue hostigado por sus compañeros de equipo en el pasado, en especial por Shiba, desarrollando su fachada alegre y despreocupada, ocultando un gran pesar, pero también recordando todo el apoyo que recibió de Joro. Mientras, Hose y las chicas intervienen en la competencia, agregando la estipulación de que el perdedor no solo renuncie a Pansy, sino a su círculo íntimo de amistades. Sun-chan recibe el apoyo de Tanpopo y las disculpas de Shiba, y se anima para el partido. Cosmos y Himawari le piden a Cherry y Tsukimi que sean honestas con sus sentimientos, con Cherry apoyando a Joro y Tsukimi a Hose. Joro repunta con los broches de Tsubaki, Sasanka y sus amigas, mientras que Hose realiza el descarado acto de recibir los broches de todas las chicas de su escuela, y permitiendo que si gana, las amigas de Joro queden con él pero separándose de Pansy, negándose éstas. Sun-chan y Tanpopo llegan al rescate con los broches de las chicas de la escuela, igualando el marcador en 98 broches, con el adicional de que la escuela ganó la final regional, obteniendo la ventaja para Joro. Hose implora a Pansy de que le de su broche, mientras que Joro le dice a ella que haga lo que ella sienta. Pansy revela ante todos su verdadera apariencia y le da su broche a Joro, declarando su amor nuevamente y obligando a Hose a cumplir con la estipulación. Hose se desmaya siendo llevado por Cherry y Tsukimi. Las chicas esperan la respuesta de Joro ante sus declaraciones, y el mismo decide corresponder a todas, incluida Sasanka, enojándolas. Tsubaki descubre que Joro lo hizo para mantener la amistad unida del grupo. Joro bromea con Sun-chan por mantenerse fiel. Y esa noche, Joro y Pansy caminan bajo la luna llena, con él aceptando los sentimientos de ella indirectamente |                                                                |                         |